# Az Egyesült Nemzetek Szervezete Biztonsági Tanácsának 1874. számú határozata
Az Egyesült Nemzetek Szervezete Biztonsági Tanácsának 1874. számú határozata az ENSZ BT 2008. június 12-én egyhangúlag meghozott határozata. Az ENSZ Alapokmánya VII. fejezet 4. szakasza alapján meghozott határozat értelmében további gazdasági és kereskedelmi embargókkal sújtják a Koreai Népi Demokratikus Köztársaságot (Észak-Koreát) és az ENSZ tagállamait arra bátorítja, hogy a 2009. május 25-i földalatti nukleáris kísérletet követően vizsgálják át az országba tartó hajókon érkező teherszállítmányokat.

## Előírások
A határozat előírásai között a következők szerepelnek:
- Felhatalmazást ad a tagállamoknak, hogy nemzeti hatóságaikkal valamint előírásaikkal valamint a nemzetközi joggal összhangban átvizsgálják az észak-koreai szállítmányokat földön, vízen,. levegőben, és megsemmisíthetnek minden olyan eszközt, melyről azt feltételezik, hogy kapcsolatban van a KNDK nukleáris fegyverkezési terveivel.[2]
- Felszólítja Észak-Korea kormányát, hogy térjen vissza a hatoldalú tárgyalásokhoz, és vonja vissza azon bejelentését, melynek értelmében távol marad az Atomsorompó egyezménytől.[3]
- Megakadályoznak minden olyan pénzügyi szolgáltatást, mellyel támogatnák a nukleáris vagy ballisztikus rakéták előállítására vonatkozó programokat.[4]
- Arra biztatja a tagállamokat, hogy ne biztosítsanak pénzügyi támogatást a KNDK nukleáris programjához, illetve humanitárius vagy fejlesztési célok kivételévvel ne nyújtsanak az országnak semmiféle hitelt.[4]
- Az Észak-Koreát sújtó fegyverembargót kiterjesztik a fegyverexportra és a kézifegyverek, a könnyű lőfegyverek és alkatrészeik kivételével az összes fegyverimportra, – a tagállamoknak azonban öt nappal az adásvétel megkötését megelőzően értesíteniük kell a Biztonsági tanácsot.[5][6]
- Követelik, hogy Észak-Korea hagyja abba nukleáris fegyverekkel kapcsolatos programját és a továbbiakban ne folytasson nukleáris vagy rakétákkal kapcsolatos kísérleteket.[5]
- Felszólítja a tagállamokat, hogy a szankciók életbe léptetésétől számított 45 napon belül értesítsék a Biztonsági Tanácsot.[7]
- Megerősíti a Biztonsági tanács azon elkötelezettségét, hogy a helyzetre békés, diplomáciai úton találják meg a megoldást.[7]

## Elfogadás
A határozat egyhangú elfogadásával a Bizottság elítélte a kísérletet, mely az előző, 1695. és 1718. számú határozatainak megsértését és egyértelmű figyelmen kívül hagyását. A határozat a nemzetközi jog értelmében kötelező érvényű.

### Az ENSZ BT állandó tagjai
Amerikai Egyesült Államok: Rosemary DiCarlo követ azt mondta, a határozat következtében "sokkal erősebb szankciókat" lehet majd alkalmazni Phenjan ellen annak érdekében, hogy felhagyjon nukleáris programjával. Ő utána Susan Rice nagykövet azt mondta, a határozat eddig példa nélküli, és "a fogai tényleg tudnak majd harapni." A határozat "erős és egységes nemzetközi válasz volt" a nukleáris eszköz kipróbálására.
 Egyesült Királyság: Philip Parham nagykövet-helyettes azt mondta, a határozat elfogadása arra utal, hogy "a nemzetközi közösség egységes abban, hogy elítéli Észak-Korea atomdúsításait."
 Franciaország: Jean-Maurice Ripert nagykövet arra emlékeztetett, hogy Észak-Korea "titkos nukleáris programjával van elfoglalva", ami megnöveli az ország veszélyességét. Azt mondta, az ország rakéták kilövésével növeli a régióban meglévő feszültséget, és erre a Biztonsági Tanács azzal válaszol, hogy tovább súlyosbítja a rezsimre nehezedő szankciókat, de megjegyezte, hogy a Bizottság félti a népességet.
 Kína: Csang Jeszuj nagykövet azt mondta, Kína azért szavazta meg a határozatot, mert véleménye szerint Észak-Korea cselekedetei "nem estek egybe a nemzetközi közösség általánosan elfogadott céljaival. " Azonban hangsúlyozta, hogy a nemzetközi szankciók bevezetése helyett inkább a diplomáciai utat kellene alkalmazni, és a határozatnak nem lehetnek "káros következményei az ország fejlődésére és a humanitárius segélyek megérkezése tekintetében." Sürgette, hogy a teherszállítmányok átvizsgálásakor ne alkalmazzanak fegyveres erőket.
 Oroszország Vitalij Csurkin követ azt mondta, az elfogadott intézkedések "hatásosak és jól célzottak" voltak, és "világosan arra irányultak, hogy Észak-Korea abbahagyja az atomfegyver létrehozatalára irányuló programját.". Azt mondta, a szankciók nem Észak-Korea népét sújtják, s ez fontos szempont volt delegációja számára. Kitartott amellett is, hogy ha Észak-Korea együttműködik, akkor nem vezetnek be újabb szankciókat.

### Az ENSZ BT választott tagjai
Ausztria: Thomas Mayr-Harting nagykövet azt mondta, a határozat "világos, egyértelmű" válasz volt Észak-Korea cselekedetére. Figyelmeztette az országot, hogy ismételten csatlakozzék az Átfog Atomcsend Szerződéshez.
 Burkina Faso: Paul Robert Tiendrébéogo képviselő-helyettes támogatta a határozatot, melyből kiemelte, hogy országa is egy nukleáris fegyverektől mentes világ megteremtését és a nukleáris energia békés célú felhasználásának jogát szorgalmazza. Észak-Koreát a Nemzetközi Atomenergia-ügynökséggel és a hatoldalú tárgyalások többi résztvevőivel történő együttműködésre szólította fel, és kijelentette, hogy az országnak részt kell vennie a párbeszédekben.
 Horvátország: Ranko Vilović nagykövet megemlítette, hogy a szankciók nem Észak-Korea népe ellen irányulnak, de ugyanakkor felszólította az országot, hogy térjen vissza a CTBT és a hatoldalú tárgyalások keretei közé.
 Costa Rica: Jorge Urbina állandó képviselő a Bizottság többségének véleményt osztotta, és sürgette, hogy az ország térjen vissza a nemzetközi megbeszélésekhez.
 Japán: Takaszu Jukio állandó képviselő üdvözölte a határozatot, s úgy jellemezte a KNDK tetteit, mint olyan "visszafordíthatatlan cselekedetek", melyek veszélynek teszik ki az országot. Reményét fejezte ki, hogy az elfogadott határozat megváltoztatja Észak-Korea hozzáállását. A japán miniszterelnök, Aszó Taró szintén sürgette, hogy Észak-Korea minél hamarabb tegyen eleget a határozatban foglaltaknak.
 Líbia: Abdurrahman Mohamed Shalgham állandó képviselő azt mondta, addig a világ nincs biztonságban, míg az összes atomfegyvert meg nem semmisítik. Szerinte a nemzetközi közösség elfelejtette Líbiát megdicsérni amiatt, hogy abbahagyta nukleáris programját, és reméli, hogy hasonló szankciókat fognak alkalmazni Izraellel szemben is. Shalgham azt is hozzátette, hogy bár országa általában nem támogatja a lakosságot is sújtó szankciókat, ebben az esetben ez volt a lehető legjobb cselekedet, amivel meg lehetett oldani a helyzetet.

## Fordítás
- Ez a szócikk részben vagy egészben  az   United Nations Security Council Resolution 1874 című angol Wikipédia-szócikk ezen változatának fordításán alapul.  Az eredeti cikk szerkesztőit annak laptörténete sorolja fel. Ez a jelzés csupán a megfogalmazás eredetét és a szerzői jogokat jelzi, nem szolgál a cikkben szereplő információk forrásmegjelöléseként.